# 일롱게이티드땃쥐
일롱게이티드땃쥐(Crocidura elongata)는 땃쥐과에 속하는 포유류의 일종이다. 인도네시아의 토착종이다.